# 1928 en mathématiques
| Années des mathématiques : 1925 - 1926 - 1927 - 1928 - 1929 - 1930 - 1931    |
| Décennies des mathématiques : 1890 - 1900 - 1910 - 1920 - 1930 - 1940 - 1950 |

Cet article présente les faits marquants de l'année 1928 en mathématiques.

## Publications
- Florian Cajori : A History of Mathematical Notations (« Une Histoire des notations mathématiques »), en 2 volumes de 1928 à 1929.

## Naissances

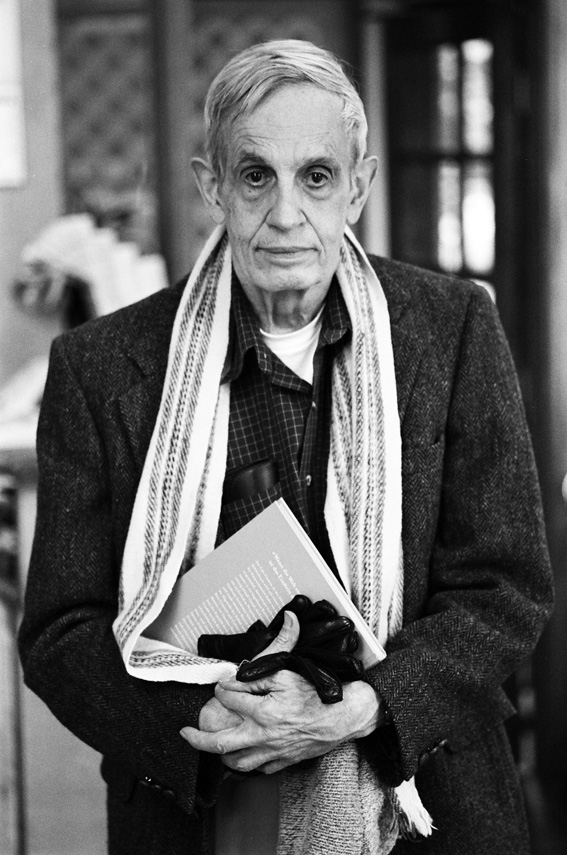
John Forbes Nash

- 10 janvier : George E. Collins (mort en 2017), mathématicien et informaticien théoricien américain.
- 21 janvier : Martin Kneser (mort en 2004), mathématicien allemand.
- 29 janvier : O. Timothy O'Meara, mathématicien américain.
- 8 février : Ennio De Giorgi (mort en 1996), mathématicien italien.
- 19 février : Cabiria Andreian Cazacu (morte en 2018), mathématicienne roumaine.
- 22 février : Thomas Eugene Kurtz, mathématicien et informaticien américain.
- 29 février : Seymour Papert (mort en 2016), mathématicien et informaticien sud-africain.
- 3 mars : Paulo Ribenboim, mathématicien brésilien.
- 8 mars : Martin Davis, mathématicien américain.
- 13 mars : Paulo Ribenboim, mathématicien canadien.
- 18 mars : Lennart Carleson, mathématicien suédois.
- 23 mars : Jean E. Sammet (morte en 2017), mathématicienne américaine.
- 28 mars : Alexandre Grothendieck (mort en 2014), mathématicien apatride, médaille Fields en 1966.
- 2 avril : Harold S. Shapiro (mort en 2021), mathématicien américain naturalisé suédois.
- 9 avril : Tom Lehrer, mathématicien et auteur-compositeur-interprète américain.
- 11 avril : Barbara Paulson, mathématicienne américaine.
- 15 avril : Thomas Brooke Benjamin (mort en 1995), mathématicien et physicien britannique.
- 18 avril : Mikio Satō, mathématicien japonais.
- 25 avril : Isaac Namioka, mathématicien japonais-américain.
- 3 mai : Jacques-Louis Lions (mort en 2001), mathématicien français.
- 23 mai : Ioan James, mathématicien britannique.
- 31 mai : Edoardo Vesentini (mort en 2020), mathématicien et homme politique italien.
- 13 juin : John Forbes Nash (mort en 2015), mathématicien américain, prix Nobel d'économie en 1994.
- 20 juin : Hu Hesheng (morte en 2024), mathématicienne chinoise.
- 21 juin : Wolfgang Haken, mathématicien germano-américain.
- 4 juillet : Jürgen K. Moser (mort en 1999), mathématicien allemand.
- 6 juillet : Bernard Malgrange (mort en 2024), mathématicien français.
- 5 août : Albrecht Dold (mort en 2011), mathématicien allemand.
- 7 août : Christopher Hooley (mort en 2018), mathématicien britannique.
- 15 août : Manfredo do Carmo (mort en 2018), mathématicien brésilien.
- 24 août : Konrad Jacobs (mort en 2015), mathématicien allemand.
- 11 octobre : Ian G. Macdonald, mathématicien britannique.
- 14 octobre : Mary Tsingou, mathématicienne américaine.
- 13 décembre : Solomon Feferman (mort en 2016), philosophe et mathématicien américain.

- Jean Cerf, mathématicien français.

## Décès
- 4 janvier : Johan Ludvig Heiberg (né en 1854), philologue et historien des mathématiques danois.
- 27 mai : Arthur Moritz Schoenflies (né en 1853), mathématicien allemand.
- 6 juin : Luigi Bianchi (né en 1856), mathématicien italien.
- 29 septembre : Ernst Steinitz (né en 1871), mathématicien allemand.
- 7 décembre : James Whitbread Lee Glaisher (né en 1848), mathématicien anglais.
- Allan Cunningham (né en 1842), mathématicien britannique.